# 2003 LZ6
2003 LZ6 est un objet transneptunien faisant partie des cubewanos dont l'orbite est encore très mal connue. 

## Caractéristiques
2003 LZ6 mesure environ 221 km de diamètre.